# Nicolas Boëthius
Nicolas Boëthius, död 24 augusti 1632, var en svensk militär.
Boëthius hemort och tidigare öden är okända, men hans modersmål tycks ha varit franska. År 1628 kom Boëthius i svensk tjänst och fick genast viktiga poster. Åren 1630–1631 ledde han som Gustaf Horns närmaste man Kolbergs belägring, och i april 1632 fick han befälet över den för förbindelserna mellan kungens armé och hemlandet mycket viktiga armén i Magdeburg, där han var generalmajor. Snart kallades dock Boëthius med sina trupper till huvudarmén och stupade vid stormningen av Alte Veste.